# جونو تيمبل
جونو تيمبل (بالإنجليزية: Juno Temple)‏ مواليد 21 يوليو 1989 في لندن، إنجلترا، هي ممثلة بريطانية بدأت مسيرتها الفنية عام 1997. كما أنها من الفائزات بجائزة بافتا.

## الأعمال

### أفلام
- سان ترينيانز (2009)
- الفرسان الثلاثة (2011)
- نهوض فارس الظلام (2012)
- لوفلاس (2013)
- ملافسينت (2014)
- مدينة الخطيئة: سيدة لتقتل من أجلها (2014)
- قرنان (2014)
- بعيدا عن الحشد الصاخب (2015)
- القداس الأسود (2015)

## الترشيحات والجوائز
| السنة | الحدث                               | الفئة                      | النتيجة |
| ----- | ----------------------------------- | -------------------------- | ------- |
| 2013  | جائزة الأكاديمية البريطانية البافتا | جائزة البافتا للنجم الصاعد | فوز     |

## وصلات خارجية
- جونو تيمبل على موقع IMDb (الإنجليزية)
- جونو تيمبل على موقع ميتاكريتيك (الإنجليزية)
- جونو تيمبل على موقع روتن توميتوز (الإنجليزية)
- جونو تيمبل على موقع ألو سيني (الفرنسية)
- جونو تيمبل على موقع ميوزك برينز (الإنجليزية)
- جونو تيمبل على موقع أول موفي (الإنجليزية)
- جونو تيمبل على موقع بوكس أوفيس موجو (الإنجليزية)
- جونو تيمبل على موقع قاعدة بيانات الأفلام السويدية (السويدية)
- جونو تيمبل على موقع إن إن دي بي (الإنجليزية)
- جونو تيمبل على موقع قاعدة بيانات الفيلم (الإنجليزية)